# Пеприк Назар Володимирович
На́зар Во́лодимирович Пе́прик (16 лютого 1981, м. Пустомити, Львівська область — 16 серпня 2014, с. Красне, Сорокинський район, Луганська область) — старший прапорщик Збройних сил України. Учасник війни на сході України.

## Життєпис
Народився 16 лютого 1981 року в м. Пустомити, Львівської області. Мешкав у с. Зимна Вода, Пустомитівського району Львівської області.
Навчався у Зимновідській ЗОШ № 2 до восьмого класу. У зв'язку з переїздом батьків, 9-й клас закінчив у м. Пустомити.
Згодом навчався в Янівському професійно-технічному училищі (зараз — Художнє професійно-технічне училище ім. Й. П. Станька), а з 2003 по 2009 р.р — в Українській академії друкарства у м. Львові.
Сам вирішив піти служити до українського війська. З 15 червня 1999 року по 11 листопада 2000 року проходив строкову військову службу в Хирові у 80-й окремій аеромобільній бригаді. Під час розподілу його порекомендували у президентські війська, але Назар хотів служити саме у ВДВ.
З травня 2001 року по грудень 2011 року служив за контрактом в Управлінні СБУ Львівської області на посаді прапорщика, а з лютого 2014 року по 16 серпня 2014 року — на посаді техніка аеромобільно-десантної роти аеромобільного батальйону у званні старшого прапорщика.
Згодом звільнився та пішов працювати до військової частини А-0284 80-ї окремої аеромобільної бригади. Разом зі своєю частиною як старший технік поїхав на схід України.
Загинув 16 серпня 2014 року під час артобстрілу в боях під Красним на Луганщині. Разом з Назаром загинули Тарас Кулєба, Ігор Добровольський, Артур Лі, Владислав Муравйов, Іван Пасевич, Денис Мирчук, Олег Тюріков, Олександр Філь, Денис Часовий, вижив лише Петро Бавтро.
У Назара залишились батьки, сестра, дружина, дитина.
Похований на місцевому цвинтарі 20 серпня 2014 року в Зимній Воді Пустомитівського району Львівської області.

## Нагороди та вшанування
- Указом Президента України № 144/2015 від 14 березня 2015 року, «За особисту мужність і героїзм, виявлені у захисті державного суверенітету та територіальної цілісності України, вірність військовій присязі під час російсько-української війни», нагороджений, посмертно, орденом «За мужність» III ступеня
- нагрудним знаком «За оборону Луганського аеропорту» (посмертно)
- Його портрет розміщений на меморіалі «Стіна пам'яті полеглих за Україну» в Києві: секція 2, ряд 9, місце 32.
- Вшановується 16 серпня на щоденному ранковому церемоніалі вшанування українських захисників, які загинули цього дня в різні роки внаслідок російської збройної агресії[6]
- Почесний громадянин Пустомитівського району (розпорядження голови Пустомитівської районної ради Львівської області № 505 від 14 жовтня 2014 року)[7]
- У вересні 2016 року на фасаді будівлі пустомитівської загальноосвітньої школи № 1 (вулиця Паркова, 2) йому відкрито меморіальну дошку.